# 皇甫惠貞影視作品列表
本頁是韓國女歌手皇甫惠貞自2000年出道至今的影視作品列表。內容包含其演出之電影、電視劇、綜藝節目（主持、固定演出、非固定演出）、廣播主持等資訊。

## 電影
| 年份   | 名稱             | 飾演             | 上映日期 |
| 2002年 | 《緊急措施19號》 | 皇甫             | 7月12日  |
| 2003年 | 《南男北女》     | 聖惠美（성혜미） | 8月29日  |

## 電視劇
| 年份   | 頻道       | 名稱                                      | 備註                                                         |
| 2001年 | MBC        | 《男生女生向前走》                        | 客串，飾演 女跆拳道教練                                      |
| 2002年 | SBS        | 《Dance King》                            | 與Rain，李成真等共同演出，飾演 皇甫                          |
| 2002年 | SBS        | 《Orange》                                | 客串 播出時間 8月23日 E39                                    |
| 2003年 | SBS        | 《當男生好痛苦》                          | 節目單元劇                                                   |
| 2004年 | MBC        | 《小姐和大嬸之間》                        | 首部電視劇作，飾演 一等超級媳婦 播出時間 5月9日—10月10日     |
| 2004年 | MBC        | 《暫時再見了》                            | MBC最佳劇場 飾演 茱蒂 播出時間 9月10日 E592                  |
| 2004年 | MBC        | 《愛爾蘭》                                | 客串，飾演 女明星 播出時間 9月16日 E06                       |
| 2004年 | KBS        | 《經濟維他命》                            | 客串                                                         |
| 2010年 | 韓國經濟TV | 《金課長&李代理》                         | 韓國首部經濟跨媒體戲劇，飾演 蔡妍子 播出時間 10月4日—10月8日 |
| 2011年 | SBS plus   | 《Oh my god!》                            | 韓國夫妻共感情境劇，飾演 皇甫惠貞 播出時間 8月29日—10月31日  |
| 2012年 | MBN        | 《愛情能用錢買嗎》 《사랑도 돈이 되나요》 | MBN周末特別企劃系列短劇 飾演 郭聖蘭 播出時間 3月3日—5月6日   |

## 廣播
| 年份   | 頻道         | 名稱                                                      | 備註                                         |
| 2006年 | SBS Power FM | 《金榮澈,皇甫的Singles》                                  | 播出時間 2006年11月6日—2007年4月29日，主要DJ |
| 2008年 | SBS Love FM  | 《金智英 南成鎮 好啊好啊》                                | 播出時間 11月10日—12月21日，代班DJ           |
| 2009年 | MBC FM4U     | 《2點的約會 我是朴明洙》                                  | 播出時間 4月－6月，客座DJ                    |
| 2009年 | MBC FM4U     | 《申玄輔的夢想Radio》 單元：金榮澈,皇甫的<愛的navigation> | 播出時間 8月21日，1日DJ                      |
| 2011年 | SBS Love FM  | 《丁善姬的今日一樣的夜晚》 單元：<和我戀愛吧>             | 播出時間 6月 8日—8月 16日，客座DJ            |

## 綜藝節目
| 娛樂節目主持            |                               |                                                                                               |                                                                                               |
| 年份                    | 節目頻道                      | 節目名稱                                                                                      | 節目名稱                                                                                      |
| 2011年                  | tvN                           | MY 成功 BUSINESS (外景)                                                                       | MY 成功 BUSINESS (外景)                                                                       |
| 2008年～2009年 2010年～ | MBC Every1 ↓ MBC ↓ MBC Every1 | 無限女孩(無限Girls) 第 1 季 無限女孩(無限Girls) 第 3 季 我們的星期日晚上：無限女孩(無限Girls) | 無限女孩(無限Girls) 第 1 季 無限女孩(無限Girls) 第 3 季 我們的星期日晚上：無限女孩(無限Girls) |
| 2010年                  | MBC Every1                    | 深夜的Idol                                                                                    | 深夜的Idol                                                                                    |
| 2010年                  | KBS Joy                       | 好朋友                                                                                        | 好朋友                                                                                        |
| 2009年 ～2010年         | MBC                           | 尋找美食TV (外景)                                                                             | 尋找美食TV (外景)                                                                             |
| 2009年                  | MBC                           | 意外的財富                                                                                    | 意外的財富                                                                                    |
| 2008年                  | Olive                         | 戀愛不變法則                                                                                  | 戀愛不變法則                                                                                  |
| 2007年                  | MTV                           | Make it beauty                                                                                | Make it beauty                                                                                |
| 2004年                  | SBS                           | 崔秀宗秀                                                                                      | 崔秀宗秀                                                                                      |
| 固定節目演出            |                               |                                                                                               |                                                                                               |
| 年份                    | 節目頻道                      | 節目名稱                                                                                      | 節目名稱                                                                                      |
| 2008年                  | MBC                           | 我們結婚了(우리 결혼했어요)                                                                   | 我們結婚了(우리 결혼했어요)                                                                   |
| 2007年                  | MBC                           | 那女人的羅曼史(그녀의 로맨스)                                                                 | 那女人的羅曼史(그녀의 로맨스)                                                                 |
| 2005年 ～2006年         | SBS                           | X-Man(X맨)                                                                                    | X-Man(X맨)                                                                                    |
| 2004年                  | KBS                           | 看見內心的夜晚(속보이는 밤)                                                                   | 看見內心的夜晚(속보이는 밤)                                                                   |
| 綜合類型主持            |                               |                                                                                               |                                                                                               |
| 年月日                  | 頻道                          | 名稱                                                                                          | 備註                                                                                          |
| 2009年9月12日           | Mnet                          | M super concer                                                                                | 音樂節目                                                                                      |
| 2008年2月21日           | KM TV                         | 第7屆 Smart Model Contest                                                                     | 選秀比賽                                                                                      |
| 2001年3月25日           | KM TV                         | Show! MusicBank 300回 特輯                                                                    | 音樂節目（Chakra）                                                                            |
| 個人節目單元            |                               |                                                                                               |                                                                                               |
| 年月日                  | 節目頻道                      | 節目名稱                                                                                      | 節目名稱                                                                                      |
| 2009年1月23日           | O'live                        | LivingBeauty 皇甫的colorholic                                                                 | LivingBeauty 皇甫的colorholic                                                                 |

| 其他節目演出                                         |                      | |
| 名稱                                                 | 播出於               | 備註 |
| 2018年                                               |                      | |
| 認識的哥哥                                           | JTBC                 | 播出日期：2018年5月19日 E128 |
| 2017年                                               |                      | |
| 我家的熊孩子                                         | SBS                  | 播出日期：2017年7月30日 E47 |
| 戰鬥旅行                                             | KBS                  | 播出日期：2017年5月13日 E50 |
| 2013年                                               |                      | |
| Talk concert Healing you （토크콘서트 힐링유）       | CGNTV                | 播出日期：2013年7月1日 |
| 孫淡妃的BEAUTFUL DAYS （손담비의 BEAUTFUL DAYS）     | MBC MUSIC            | 播出日期：2013年4月25日 E07 |
| 2012年                                               |                      | |
| Bravo My Life （브라보! 마이 라이프 2）              | CGN TV               | 播出日期：2012年12月6日 E10 |
| Tasty Road 3 （테이스티 로드 시즌3）                 | Olive                | 播出日期：2012年9月22日 E24 |
| 李智慧的secret （이지혜의 시크릿）                   | sonbadak TV          | 播出日期：2012年7月10日 E01 視訊連線 |
| Dacing with the stars 2 （댄싱 위드 더 스타 시즌 2） | MBC                  | 播出日期：2012年7月6日 E10 演員藝智媛出演。皇甫，嚴智媛，柳善親臨現場加油                                                                                      |
| 李丞涓和100人的女子 （이승연과 100인의 여자）        | Story on             | 播出日期：2012年7月1日 E66 為原組合Chakra成員李恩 錄製視頻 |
| SECTION TV演藝通信 （섹션TV 연예통신）               | MBC                  | 播出日期：2012年6月24日 E630 與無限女孩於錄影途中進行訪問 |
| 來玩吧                                               | MBC                  | 播出日期：2012年6月18日 E393 傳聞中的七公主(無限女孩特輯) |
| 音樂之神 (음악의 신)                                 | Mnet                 | 播出日期：2012年6月6日 E08 與元祖Rap組合〈X-Large〉成員Jae-Hyoung（재형）共同演出，回到皇甫當初被發掘的清潭洞義大利麵館錄影                                    |
| Healing Camp (힐링캠프, 기쁘지 아니한가)             | SBS                  | 播出日期：2012年3月19日 E35 車仁杓篇 Compasionn Band-사랑하기 때문에，此集收視率10.4%(以AGB調查為基準)                                                         |
| 福不福秀 2 100期特輯                                 | MBC every1           | 播出日期：2012年2月22日 E100，2012年2月29日 E101 |
| 明星愛情村                                           | SBS                  | 播出日期：2012年1月24日 皇甫為申智秀(音)加油打氣，短暫出現7秒                                                                                                  |
| 回歸秀TOP10 (컴백쇼 TOP10)                           | SBSPlus              | 播出日期：2012年1月6日 E05 與白寶藍和CLEO組合前成員在Shimson湯弘大店接受採訪                                                                                   |
| 2011年                                               |                      | |
| Cultwoshow (컬투쇼)                                  | E!TV                 | 播出日期：2011年12月25日 耶誕特輯 與辛愛羅和Compassion band |
| 心情愉快的日子 (기분 좋은 날)                        | MBC                  | 播出日期：2011年11月30日 E1309 |
| Little Heaven                                        | CGNTV                | 播出日期：2011年11月26日 Compassion band 獻唱 Amazing 一曲 |
| Cultwoshow (컬투쇼)                                  | E!TV                 | 播出日期：2011年11月21日 E544 宣傳音樂劇-修女也瘋狂 |
| HappySunday-男子的資格 (해피선데이-남자의 자격)      | KBS2                 | 播出日期：2011年11月13日 E133 擔任摩托車教師 (此集節目參考《臺灣廣告-不老騎士》衍生而成,節目尾聲即播放該廣告片段)                                              |
| 心情愉快的日子 (기분 좋은 날)                        | MBC                  | 播出日期：2011年11月8日 E1294 |
| 美好的早晨                                           | SBS                  | 播出日期：2011年10月12日 宋恩兒篇 |
| HOT SPOT KOREA 韓流スターおすすめガイド              | CS2.362 旅チャンネル | 播出日期：2011年10月1日 E07 |
| 女演員House 2                                        | FashionN             | 播出日期：2011年9月2日 E01 應孫太英邀請而參與錄影 |
| Dacing with the stars                                | MBC                  | 播出日期：2011年8月5日 E09 |
| 細微挑戰60秒                                         | MBC                  | 播出日期：2011年7月24日 |
| 小屋                                                 | Book city            | 播出日期：2011年7月19日 |
| SECRET                                               | KBS                  | 播出日期：2011年6月25日 與宋恩兒一同揭發金淑秘密的爆料者 |
| LOVE request特輯 <我們是一家人>                      | KBS1                 | 播出日期：2011年5月28日 |
| MY 成功 BUSINESS                                     | tvN                  | 播出日期：2011年5月21日-2011年6月25日 出場日期+集數: 110528 E02,110604 E03,110611 E04,110618 E05,110625 E06                                                    |
| 跟著做的話我也是富翁2                                | Story on             | 播出日期：2011年5月2日 |
| 美食料裡談話節目 <<SUMI OG>>                         | QTV                  | 播出日期：2011年4月29日 |
| 福不福秀2                                            | MBC Every1           | 播出日期：2011年3月24日 |
| 真正韓國的風味                                       | SBS                  | 播出日期：2011年3月23日 |
| 決定順位的女人                                       | QTV                  | 播出日期：2011年3月17日 |
| Cooking Battle <珍饈>                                | O'live TV            | 播出日期：2011年3月13日 |
| 食神遠征隊2                                          | MBC Every1           | 播出日期：2011年3月7日 |
| Trend Report 必                                      | Mnet                 | 播出日期：2011年2月23日 |
| Living show 您的六點                                 | KBS1                 | 播出日期：2011年2月14日 |
| 想像遊樂場                                           | KBS1                 | 播出日期：2011年2月12日 |
| Quiz Show <Triangle>                                 | tvN                  | 播出日期：2011年2月6日 |
| 第二屆偶像明星田徑游泳錦標賽                         | MBC                  | 播出日期：2011年2月5日、2011年2月6日 |
| 他來了                                               | KFN                  | 播出日期：2011年2月4日 |
| 春節特輯 <挑戰千曲 CP KTV>                           | SBS                  | 播出日期：2011年2月3日 |
| The Beatles Code                                     | Mnet                 | 播出日期：2011年1月20日 |
| M super concert                                      | Mnet                 | 播出日期：2011年1月8日 |
| 新年特輯 <ZOMBIE PC,正注視您>                        | KBS                  | 播出日期：2011年1月6日 |
| 甜蜜的招待                                           | Comedy TV            | 播出日期：2011年1月5日 E02 |
| 改變世界的問答                                       | MBC                  | 播出日期：2011年1月1日 |
| 2010年                                               |                      | |
| 明星夫妻秀 親愛的                                    | SBS                  | 播出日期：2010年12月24日 |
| 強心臟                                               | SBS                  | 播出日期：2010年12月14日、2010年12月21日 |
| SONATA K聯盟大賞頒獎典禮                             | SBS                  | 播出日期：2010年12月20日 |
| LOVE 追擊者                                          | MBC Every1           | 播出日期：2010年12月16日 E16 守護天使-吳鐘赫(Click-B) |
| GAG Concert                                          | KBS                  | 播出日期：2010年12月12日 |
| Poker Face                                           | Echannel             | 播出日期：2010年12月4日 |
| 金正恩的巧克力                                       | SBS                  | 播出日期：2010年11月28日 E123 |
| 同心演唱會                                           | TBS                  | 播出日期：2010年11月24日 |
| WIDE 娛樂新聞－StarCam                               | Mnet                 | 播出日期：2010年11月22日 |
| 人氣歌謠                                             | SBS                  | 播出日期：2010年11月21日 |
| 音樂中心                                             | MBC                  | 播出日期：2010年11月20日 |
| MUSIC BANK                                           | KBS                  | 播出日期：2010年11月19日 |
| 花束                                                 | MBC                  | 播出日期：2010年11月7日 |
| 無限女孩 3                                           | MBC                  | 2010年11月06首播 第三季主持人，與宋恩兒、白寶藍、申奉仙、安映美、金信英、金淑共同主持 (吳恩珠、韓智友已於2011年5月6日退出主持)                                 |
| 明星金鐘                                             | KBS                  | 播出日期：2010年10月23日 |
| 深夜的Idol                                           | MBC                  | 播出日期：2010年9月30日-2010年11月18日 E08 與金亨俊（SS501）、金昌烈（DJ DOC），殷志源（水晶男孩），金成秀（COOL）共同主持                                     |
| happy birthday                                       | KBS                  | 播出日期：2010年8月30日 |
| 強心臟                                               | SBS                  | 播出日期：2010年7月20日、2010年7月27日 |
| Kitchen Road                                         | KBS                  | 播出日期：2010年5月27日 E04,2010年6月3日 E05 |
| 決定順位的女人                                       | KBS                  | 播出日期：2010年5月20日 |
| 好朋友                                               | KBS Joy              | 播出日期：2010年5月2日 E01 - 2010年12月26日 E35 與金城柱、Brain共同主持                                                                                        |
| quiz!六感對決                                        | SBS                  | 播出日期：2010年3月28日 |
| 朴明秀的巨星秀                                       | SBS                  | 播出日期：2010年3月27日 E04 |
| Mnet Radio                                           | Mnet                 | 播出日期：2010年3月15日 |
| 明星金鐘                                             | KBS                  | 播出日期：2010年2月6日 |
| 世代共感 星期六                                      | KBS                  | 播出日期：2010年2月13日 E05 新年特輯 |
| 我每天都很開心 (내가 매일 기쁘게)                    | MBC                  | 播出日期：2010年2月3日 |
| 星期天的夜晚－甘霖                                   | MBC                  | 播出日期：2010年1月3日 compassion band 成員共同完成癌末病人的婚禮                                                                                              |
| 2009年                                               |                      | |
| KBS Human大賞頒獎典禮                                | KBS                  | 播出日期：2009年12月29日 Compassion Band-因為愛 表演 |
| 餘裕滿滿                                             | KBS2                 | 播出日期：2009年12月24日 E1598 |
| 幻想的同桌                                           | MBC                  | 播出日期：2009年12月6日 |
| 强心臟                                               | SBS                  | 播出日期：2009年12月1日 |
| 指環王                                               | MBC                  | 播出日期：2009年11月24日 |
| 大韓民國 Star Ranking                                | MBC                  | 播出日期：2009年11月15日,2009年11月22日 |
| 尋找美食TV                                           | MBC                  | 播出日期： 2009年11月7日 E399 -2010年8月7日 E435 與宋恩兒，2AM-昶旻，魯裕敏共同主持                                                                            |
| 光州平和電視台開台 13周年紀念平和音樂祭              | 光州平和電視台       | 播出日期：2009年11月2日 |
| 食神遠征隊                                           | MBC                  | 播出日期：2009年10月30日 |
| 想像PLUS                                             | KBS                  | 播出日期：2009年10月20日 |
| 維他命                                               | MBC                  | 播出日期：2009年10月14日 |
| 兔子風暴                                             | SBS                  | 播出日期：2009年10月11日 |
| 金正恩的巧克力                                       | SBS                  | 播出日期：2009年10月10日 |
| 大明星X檔案                                          | KBS                  | 播出日期：2009年10月2日 |
| Star King                                            | SBS                  | 播出日期：2009年9月26日 |
| 唱歌的大韓民國                                       | SBS                  | 播出日期：2009年9月26日 |
| 改變世界的問答                                       | MBC                  | 播出日期：2009年9月26日 |
| 少年少女歌謠白皮書                                   | KBS                  | 播出日期：2009年9月17日 |
| 花美男包車                                           | KBS                  | 播出日期：2009年9月17日 |
| 老師來了                                             | MBC                  | 播出日期：2009年9月14日 |
| 美女們的嘮叨                                         | KBS                  | 播出日期：2009年9月14日 |
| Quiz! 第六感對決                                     | SBS                  | 播出日期：2009年9月13日 E116 |
| MTV the M                                            | MTV                  | 播出日期：2009年9月12日 |
| M super concer                                       | Mnet                 | 播出日期：2009年9月12日 擔任MC |
| 明星金鐘                                             | KBS                  | 播出日期：2009年9月12日 |
| 對決！唱歌真好                                       | KBS                  | 播出日期：2009年9月10日 |
| Diet WAR3                                            | OCN                  | 播出日期：2009年9月6日 E10 |
| Star King                                            | SBS                  | 播出日期：2009年9月5日 |
| 1對100                                               | SBS                  | 播出日期：2009年9月1日 |
| 人氣歌謠                                             | SBS                  | 播出日期：2009年8月30日 |
| 意外的財富                                           | MBC                  | 播出日期：2009年7月26日-2009年10月25日 與金濟東，趙慧蓮，申正煥，皇甫，崔民勇，金娜英，金泰宣，T-ara-全寶藍，全宗煥，朴宰範，SUSJ-神童.銀赫，KRAR-妮可共同主持 |
| 餘裕滿滿                                             | KBS                  | 播出日期：2009年4月8日,2009年4月9日 |
| 來玩吧                                               | MBC                  | 播出日期：2009年3月30日，A型人特集 |
| 美好早晨                                             | SBS                  | 播出日期：2009年2月6日 |
| 卞貞秀的OliveShow                                    | O'live TV            | 播出日期：2009年2月2日，皇甫特輯 |
| LivingBeauty 皇甫的colorholic                        | O'live TV            | 播出日期：2009年1月23日 |
| quiz遠征隊 檀國大學篇                                | KBS                  | 播出日期：2009年1月18日 |
| 至親筆記                                             | SBS                  | 播出日期：2009年1月2日 |
| 2008年                                               |                      | |
| 藝能演藝大賞                                         | MBC                  | 播出日期：2008年12月29日 |
| 尋笑人                                               | SBS                  | 播出日期：2008年12月26日 E282 |
| design 成功時代                                      | SBS                  | 播出日期：2008年12月24日 E09 |
| 維他命                                               | MBC                  | 播出日期：2008年11月7日 E265 |
| Star King                                            | SBS                  | 播出日期：2008年11月1日 E89 |
| 偶像軍團的紅了！她                                   | MBC                  | 播出日期：2008年10月30日,2008年11月6日 |
| 明朗英雄                                             | MBC                  | 播出日期：2008年10月25日 E28 |
| 歌謠大宴席 (가요큰잔치)                              | MBC                  | 播出日期：2008年9月26日 E131 |
| 三色女Talk show                                      | MBC                  | 播出日期：2008年9月19日 |
| BRAIN BATTLE (브레인 배틀)                           | MBC                  | 播出日期：2008年8月30日 E20 |
| 改變世界的問答                                       | MBC                  | 播出日期：2008年8月24日 E984-2 |
| 花美男包車                                           | KBS                  | 播出日期：2008年8月14日 |
| Live Wow Special                                     | MTV                  | 播出日期：2008年8月13日 |
| 明星金鐘                                             | KBS                  | 播出日期：2008年8月9日 |
| 音樂中心                                             | MBC                  | 播出日期：2008年8月9日 E131 |
| Cider汽水                                            | KBS                  | 播出日期：2008年8月3日 |
| 人氣歌謠                                             | SBS                  | 播出日期：2008年8月3日 E495,2008年9月7日 E500 |
| 黃金漁場-廣播明星                                    | MBC                  | 播出日期：2008年7月30日 E102(E60),2008年8月13日E103(E61) |
| 余裕滿滿                                             | KBS                  | 播出日期：2008年7月31日 |
| 來玩吧                                               | MBC                  | 播出日期：2008年7月28日 |
| 無限挑戰                                             | MBC                  | 播出日期：2008年7月5日,2008年7月12日 |
| Gold Miss                                            | SBS                  | 播出日期：2008年6月28日 E84 |
| Happy together                                       | KBS                  | 播出日期：2008年6月21日 |
| 介紹明星朋友                                         | MBC                  | 播出日期：2008年6月21日 |
| 來玩吧                                               | MBC                  | 播出日期：2008年6月16日，我們結婚了特集-下集 |
| 來玩吧                                               | MBC                  | 播出日期：2008年6月9日，我們結婚了特集-上集 |
| 체인지 CHANGE                                        | SBS                  | 播出日期: 2008年6月1日 E30 |
| 幻想的同桌                                           | MBC                  | 播出日期: 2008年5月25日 |
| 我們結婚了第一季                                     | MBC                  | 播出日期: 2008年5月11日-2008年12月14日 與SS501-金賢重搭檔，自09期一直演出到38期                                                                                |
| 挑戰!禮儀智王                                        | MBC                  | 播出日期：2008年5月9日 E26 |
| 戀愛不變法則                                         | MBC                  | 播出日期：2008年4月17~2008年11月19日 與DJ DOC-金昌烈一同主持                                                                                                   |
| 無限女孩                                             | MBC                  | 播出日期：2008年4月11日-2009年11月27日 與宋恩伊、申奉仙、金信英、白寶藍、鄭佳恩、鄭詩雅共同主持                                                                |
| 第7屆 Smart Model Contest                            | KM TV                | 播出日期：2008年2月21日，2008年2月23日，2008年2月25日 擔任MC                                                                                                   |
| 睡在鄉下吧 (시골에서 자자)                           | MBC                  | 播出日期：2008年1月21日 |
| 2007年                                               |                      | |
| 來玩吧                                               | MBC                  | 播出日期：2007年12月21日 E175 |
| 那女人的羅曼史 (그녀의 로맨스)                       | MBC                  | 播出日期：2007年11月8日-2007年12月31日 固定嘉賓 |
| 挑戰千曲                                             | MBC                  | 播出日期：2007年8月12日,2007年8月17日 |
| 來玩吧 關島特輯                                      | MBC                  | 播出日期： 2007年6月22日 E149,2007年6月29日 E150,2007年7月6日 E151                                                                                             |
| Make it beauty                                       | MTV                  | 播出日期：2007年6月26日-2007年9月11日 擔任MC |
| quiz!六感對決                                        | SBS                  | 播出日期：2007年6月24日 E08 |
| 知彼知己                                             | MBC                  | 播出日期：2007年6月21日 E04 |
| 爆裂精神統一                                         | SBS                  | 播出日期:2007年6月9日 E09, 2007年6月16日 E10, 2007年7月21日 E15, 2007年7月28日 E16                                                                             |
| 有!沒有? (있다!없다?)                                | SBS                  | 播出日期：2007年6月8日 E77 |
| 星期天 真好-衝吧!GO                                  | SBS                  | 播出日期：2007年6月3日 E08 |
| 真實遊戲                                             | SBS                  | 播出日期：2007年6月5日 |
| 噹噹自由!演藝NEWS                                    | SBS PLUS             | 播出日期：2007年5月29日 E67 |
| 幻想的同桌                                           | MBC                  | 播出日期：2007年5月20日 E51 |
| STYLE Bus                                            | KBS                  | 播出日期：2007年5月23日, 2007年5月30日 |
| 明星金鐘                                             | KBS                  | 播出日期：2007年5月19日 |
| 出動!希望遠征隊                                      | SBS                  | 播出日期：2007年5月15日 E03 |
| Star King                                            | SBS                  | 播出日期：2007年4月28日 E15 |
| 挑戰!千曲                                            | SBS                  | 播出日期: 2007年4月22日 E333, 2007年8月12日 E349, 2007年8月19日 E350                                                                                           |
| 三色女Talk show                                      | MBC                  | 播出日期：2007年4月20日 E22 |
| !驚嘆號<跋山涉水>                                    | MBC                  | 播出日期：2007年4月14日 E111,2007年4月21日 E112 |
| 直播 今日早晨                                        | MBC                  | 播出日期：2007年4月16日 E242 |
| 尋笑人                                               | SBS                  | 播出日期：2007年4月8日 E200 |
| 快說話 (말달리자)                                    | MBC                  | 播出日期：2007年4月1日 E44,2007年4月8日 E45 |
| 明星金鐘                                             | KBS                  | 播出日期：2007年3月31日 |
| 新X-man                                              | MBC                  | 播出日期：2007年3月4日 E16、2007年3月25日 E19 |
| 快男時代                                             | KBS                  | 播出日期：2007年3月18日 |
| 音樂中心                                             | MBC                  | 播出日期：2007年3月17日 E66 |
| MUSIC BANK                                           | KBS                  | 播出日期：2007年3月11日 |
| 來玩吧                                               | MBC                  | 播出日期：2007年3月9日 E134 |
| 人氣歌謠                                             | SBS                  | 播出日期: 2007年3月4日 E430, 2007年4月22日 E435 |
| 音樂中心                                             | MBC                  | 播出日期：2007年2月24日 E63 |
| 2004年-2006年                                        |                      | |
| 情書                                                 | MBC                  | 播出日期: 第二季 2005年9月10日 E21, 2005年9月24日 E23 第三季 2006年8月26日 E14, 2006年9月2日 E15                                                               |
| X-Man                                                | SBS                  | 11期、13期、15期、24期、31期、40期、42期、44期、45期、46期、47期、48期、49期、62期、63期、66期、67期、68期、69期、70期、新16期、新19期                         |
| 2006年                                               |                      | |
| GAG夜 主持人特輯 (개그야)                            | MBC                  | 播出日期：2006年10月2日 E26 |
| Happy together-Friend                                | KBS2                 | 播出日期：2006年9月28日 |
| 我們的孩子變了                                       | SBS                  | 播出日期：2006年9月2日 E146 |
| 有趣的TV天國                                         | SBS                  | 播出日期：2006年9月2日 E192 |
| 超級應援團 走吧 向著德國前進                         | SBS                  | 播出日期：2006年5月27日 E01,2006年6月4日 E02,2006年6月10日 E03                                                                                                 |
| 2005年                                               |                      | |
| 幸福株式會社 萬元的幸福100集特輯-萬元的幸福大賞      | MBC                  | 播出日期：2005年11月12日 E100 |
| 來玩吧                                               | MBC                  | 播出日期：2005年10月14日 E70,2005年10月21日 E71 |
| 維他命                                               | KBS2                 | 播出日期：2005年3月13日 E85 |
| 金容滿 申東燁的收藏夾                                | SBS                  | 播出日期：2005年3月1日 E43,2005年9月13日 E70 |
| 來玩吧                                               | MBC                  | 播出日期：2005年1月15日 E32 |
| 電波見聞錄 (전파견문록)                              | MBC                  | 播出日期：2005年1月10日 E260 |
| I AM                                                 | SBS                  | 播出日期：2005年1月7日 E11 ,2005年4月22日 E25 |
| 2004年                                               |                      | |
| 時間machine 辭歲特輯-quiz! 時間machine               | MBC                  | 播出日期：2004年12月26日 |
| 家族遊樂場                                           | KBS1                 | 播出日期：2004年12月25日 E1024 |
| 明星對決                                             | SBS                  | 播出日期：2004年12月21日 |
| 維他命                                               | KBS2                 | 播出日期：2004年12月19日 E74 |
| 幸福株式會社 (행복주식회사)                          | MBC                  | 播出日期：2004年10月23日 |
| 挑戰 golden bell                                     | KBS1                 | 播出日期：2004年9月19日 E1025 |
| Comedy house                                         | MBC                  | 播出日期：2004年7月3日 E179,2004年7月10日 E180 |
| 演藝家中繼                                           | KBS2                 | 播出日期：2004年7月3日 E1025 |
| 看見內心的夜晚 (속보이는 밤)                         | KBS2                 | 播出日期：2004年6月19-2004年10月16日 固定嘉賓 |
| 金容滿 申東燁的收藏夾                                | SBS                  | 播出日期：2004年6月15日 E07,2004年8月29日 E09,2004年8月17日 E16,2004年12月21日 E34                                                                             |
| 夜心萬萬                                             | SBS                  | 播出日期：2004年5月24日 E62 |
| 幸福株式會社 (행복주식회사)                          | MBC                  | 播出日期：2004年5月22日 E26,2004年5月29日 E27 |
| Happy Together                                       | KBS1                 | 播出日期: 2004年4月29日 |
| TV教科書 來學校玩吧                                  | KBS2                 | 播出日期：2004年4月26日 E24 |
| 大韓民國 1指導                                       | KBS2                 | 播出日期：2004年4月20日 E23, 2004年4月27日 E24,2004年12月18日 E53,2004年12月25日 E54                                                                           |
| Zoo Zoo Club                                         | KBS2                 | 播出日期：2004年4月17日 |
| 跑吧 我的媽咪                                        | KBS                  | 播出日期：2004年3月9日 |
| 深夜的TV演藝                                         | SBS                  | 播出日期：2004年1月29日 E457 |
| 明星魔術大會                                         | SBS                  | 播出日期：2004年1月22日 E01 |
| 我們明星大碰撞                                       | SBS                  | 播出日期：2004年1月21日 E02 |
| section TV 演藝通訊 (섹션TV 연예통신)                | MBC                  | 播出日期：2004年1月14日 E224 |
| 星期日100%                                           | KBS                  | 播出日期：2004年1月18日 E08,2004年2月1日 E13, |
| 醫藥TV (약이 되는 TV )                               | SBS                  | 播出日期：2004年1月6日 E09 |
| 黃金時間                                             | KBS                  | 播出日期：2004年1月3日 E08,2004年1月10日 E09,2004年1月17日 E10,2004年1月31日 E11                                                                               |
| 2003年                                               |                      | |
| 送歲特輯 明星全員出動                                | SBS                  | 播出日期：2003年12月28日 E01 |
| 韓半島幽默總集合                                     | KBS                  | 播出日期：2003年12月28日 E107 |
| 星期日100%                                           | KBS                  | 播出日期：2003年11月16日 E02,2003年11月30日 E04,2003年12月14日 E06                                                                                             |
| 黃金時間                                             | KBS                  | 播出日期：2003年11月15日 E02,2003年11月22日 E03,2003年11月29日 E04,2003年12月13日 E06,2003年12月20日 E07                                                       |
| 誰和誰                                               | MBC                  | 播出日期：2003年11月15日 演出嘉賓:Rain MC夢 皇甫 李秀英 金孝珍                                                                                                 |
| SHOW!幸運列車                                        | KBS                  | 播出日期：2003年10月5日 E01 |
| 特輯 醫藥TV (약이 되는 TV )                          | SBS                  | 播出日期：2003年9月13日 E01 |
| MUSIC SHOW HI!5                                      | KBS                  | 播出日期：2003年9月13日 ,2003年10月4日 |
| boyar遠征隊(보야르 원정대)                           | SBS                  | 播出日期：2003年8月17日 E04,2003年9月7日 E07,2003年10月12日 E12,2003年10月26日 E14,2003年11月2日 E15                                                           |
| 玫瑰戰爭 第3季                                       | KBS2                 | 播出日期：2003年8月9日,2003年8月16日,2003年8月30日 |
| 明星實現捐款的夢想                                   | SBS                  | 播出日期：2003年8月2日 E34 |
| 自由宣言 星期六大作戰                                | KBS1                 | 播出日期: 2003年7月12日 E65,2003年7月19日 E66,2003年7月26日 E67,2003年8月2日 E68,2003年8月9日 E69,2003年8月16日 E70,2003年8月16日 E70                          |
| 辯論綜藝節目 您的決定                                | KBS                  | 播出日期：2003年6月3日 E09,2003年6月10日 E10 |
| 音樂情劇喜劇-Change                                  | SBS                  | 播出日期：2003年4月19日 E01 |
| 愉快的超級TV星期日                                   | KBS                  | 播出日期：2003年4月6日,2003年7月6日 |
| LOVE STORY                                           | KBS                  | 播出日期: 2003年3月31日 E22 |
| 夢想的TV特別企劃"你了解自己嗎?"                      | MBC                  | 播出日期：2003年3月15日 E19 |
| Happy Together                                       | KBS1                 | 播出日期: 2003年3月13日,2003年3月20日 ,2003年10月2日 |
| 演藝家中繼                                           | KBS1                 | 播出日期: 2003年3月8日 E957 |
| MUSIC PLUS                                           | KBS2                 | 播出日期: 2003年2月15日 E84,2003年3月1日 E86 ,2003年3月8日 E87                                                                                                 |
| 新春特輯 第35屆 外國人藝能競技大會                   | KBS2                 | 播出日期: 2003年1月31日 |
| 乘載著新TV的LOVE                                     | KBS1                 | 播出日期: 2003年1月26日 |
| 姜鎬童的天生緣分                                     | MBC                  | 播出日期: 2003年1月18日 E13,2003年3月15日 E20,2003年3月22日 E21                                                                                                |
| MUSIC BANK                                           | KBS2                 | 播出日期: 2003年1月16日,2003年1月30日,2003年1月16日,2003年2月20日,2003年8月28日,2003年9月4日                                                                   |
| 申東燁、南熙石的面對面                               | SBS                  | 播出日期: 2003年1月10日 E09 |
| 2002年                                               |                      | |
| 送歲特輯 明星青白戰                                  | SBS                  | 播出日期: 2002年12月26日 E01 |
| LOVE STORY                                           | KBS                  | 播出日期: 2002年12月2日 E06,2002年12月16日 E08,2002年12月23日 E09                                                                                              |
| 申東燁、南熙石的面對面                               | SBS                  | 播出日期: 2002年11月29日 E03 |
| 申東燁 金媛熙的 hey!hey!hey!                         | SBS                  | 播出日期: 2002年11月26日 E04,2002年12月17日 E07 |
| MUSIC BANK                                           | KBS2                 | 播出日期: 2002年10月31日, 2002年11月28日,2002年12月26日 |
| Happy Together                                       | KBS1                 | 播出日期: 2002年6月27日 |
| 姜鎬童的天生緣分                                     | MBC                  | 播出日期: 2002年6月8日 E01,2002年12月21日 E09 |
| 自由宣言 星期六大作戰                                | KBS1                 | 播出日期: 2002年5月25日 E08 ,2002年6月1日 E09,2002年6月8日 E10,2002年6月27日 E12,2002年7月6日 E13,2002年7月27日 E16                                            |
| Star集賢殿                                           | KBS1                 | 播出日期: 2002年5月17日 |
| 目標達成 星期六-練歌房襲擊事件 （노래방 습격사건）   | MBC                  | 播出日期: 2002年5月4日 E03 |
| 朴秀洪、朴景林美好的夜晚                             | SBS                  | 播出日期: 2002年2月22日 E16 |
| 7公主的傳說                                          | KBS                  | 播出日期: 2002年2月23日,2002年3月2日 |
| 2001年                                               |                      | |
| 超級速 星期日 萬歲                                   | SBS                  | 播出日期: 2001年11月25日 E37 |
| 中秋 SBS MC總集合                                    | SBS                  | 播出日期: 2001年10月2日 E01 |
| 乘載著新TV的LOVE                                     | KBS1                 | 播出日期: 2001年5月6日 |
| 閃電演唱會 萬人召集                                  | MBC                  | 播出日期: 2001年4月22日 團體：Chakra 活動地點：清州大綜合運動場，目標：5000名 ，實際達成人數：8066名                                                           |
| 夜!在深夜                                            | KBS1                 | 播出日期: 2001年4月19日 |
| 挑戰!地球探險隊                                      | KBS1                 | 播出日期: 2001年4月1日 |
| Show! MusicBank 300回 特輯                           | KMtv                 | 播出日期: 2001年3月25日 Chakra擔任MC |
| 2000年                                               |                      | |
| 挑戰千曲                                             | SBS                  | 播出日期: 2000年11月5日 E03 |

## 註解與參考文獻
註解
引用來源
1. ↑  . Starnews. 2012-05-24  [2012-09-24]. （原始内容存档于2016-03-04） （韩语）.